# Tremella
Тремела (Tremella) — рід грибів родини Tremellaceae. Назва вперше опублікована 1794 року.

## Будова
Рід тремела (Tremella) об'єднує гриби, що мають плодові тіла такого ж будови, що і в роді Exidia. Але, як правило, тремели бувають яскравіші, жовті, помаранчеві, часто мають кущелопатеву форму. Ці два роду розрізняються і формою спор, які у Exidia алантоїдні, а у тремели кулясті або яйцеподібні.

## Поширення та середовище існування
Найпростіший гриб роду тремела - Tremella mesenterica, має лопатеві яскраво-жовті плодові тіла, які з'являються на сухих гілочках листяних порід пізно восени. Він росте як сапрофіт і відноситься  до зимових грибів.
Крім сапрофітів, серед дрожалок є чимало і мікофілів, що паразитують на інших грибах. На гімені афіллофорового гриба Aleurodiscus amorphus зростає тремела гриболюбна (Tremella mycetophiloides). Її плодові тіла маленькі, бугоркоподібні, майже безбарвні або блідо-коричневі. Такі ж маленькі плодові тіла має тремела бугорчата (Tremella tubercularia), розвивається на стромах великих сордаріоміцети (Sordariomycetes). Як правило, гриби цих двох видів не роблять помітного впливу на розвиток тих грибів, на яких вони паразитують, але деякі мікопаразіти з роду Tremella все-таки викликають деформацію плодових тіл своїх господарів.
Тремела Tremella encephala паразитує на грибах Stereum sanguinolentum та інших видів цього роду, що ростуть на хвойних породах. Плодові тіла цієї тремели майже кулясті, звивисто-зморшкуваті, діаметром до 1,5 см, вохряні. У розрізі видно, що вони мають білу, порівняно тверду, м'ясисто-шкірясту серцевину, що вкрита тонким вохряним студенистим шаром. Біла серцевина - це змінене під впливом паразита плодове тіло роду Stereum, а сам паразит має вигляд драглистої плівки.

## Практичне використання
Сніжний гриб (Tremella fuciformis) та тремела звивиста (Tremella mesenterica)  використовується в китайській кухні.

## Галерея

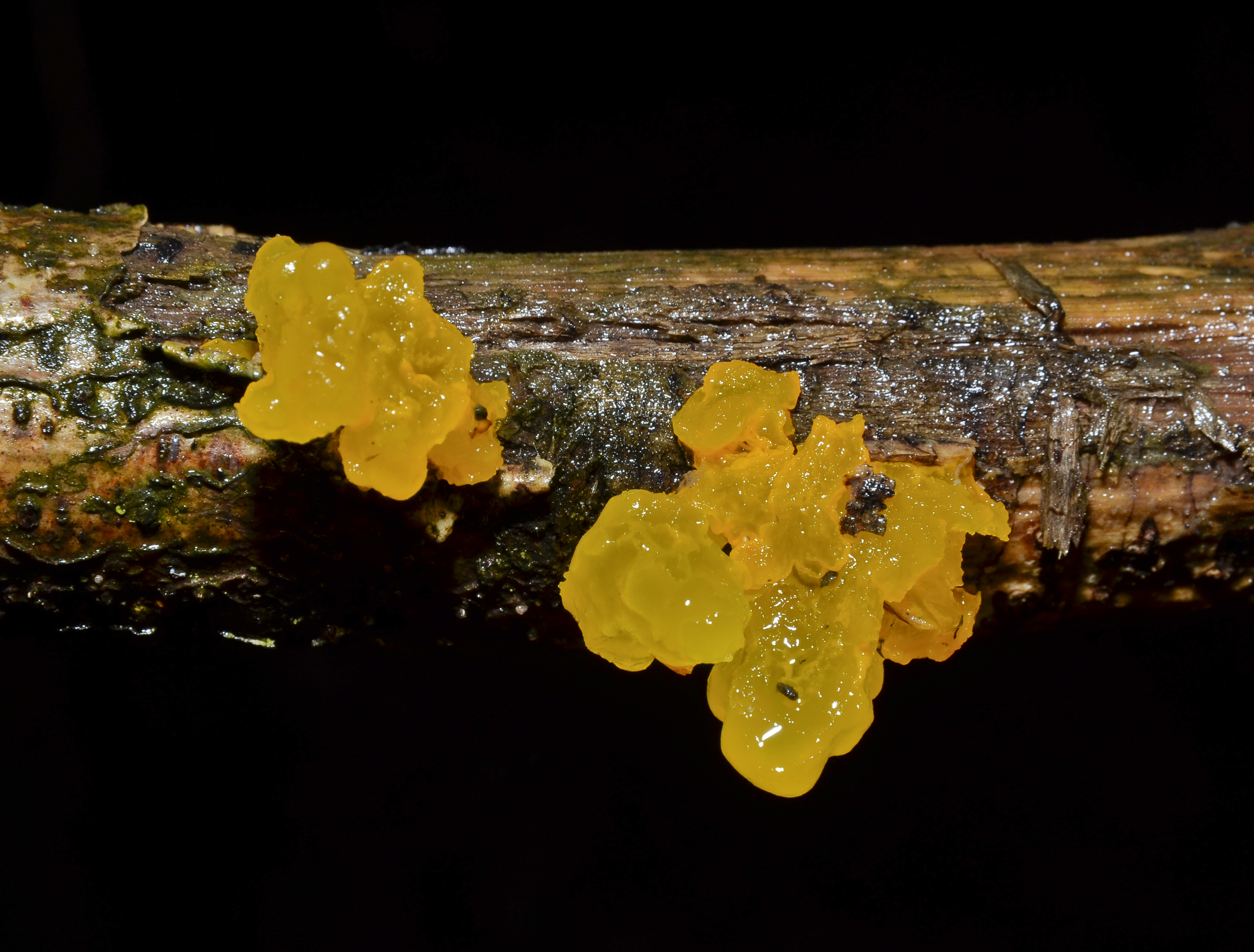
Tremella mesenterica
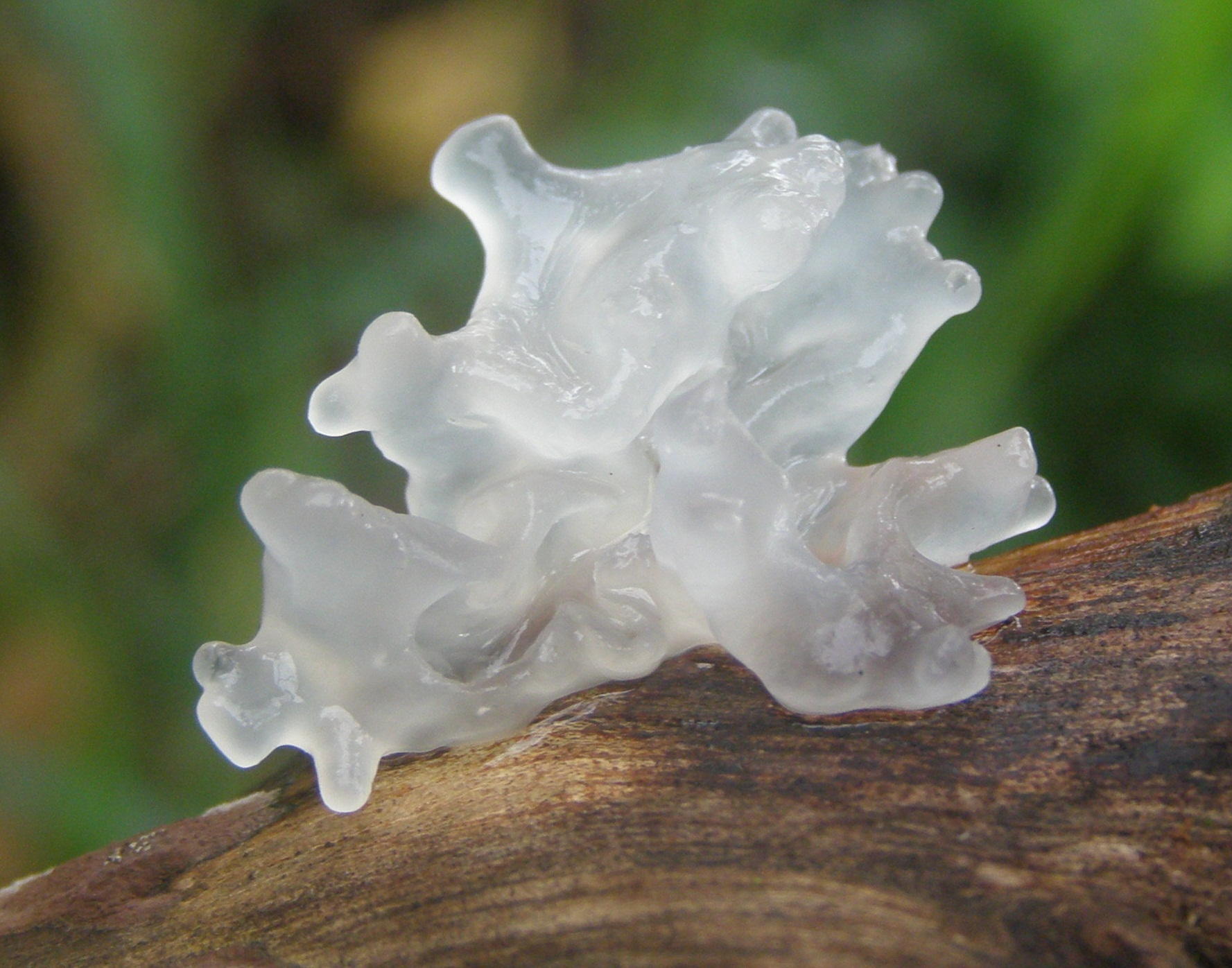
Tremella fuciformis
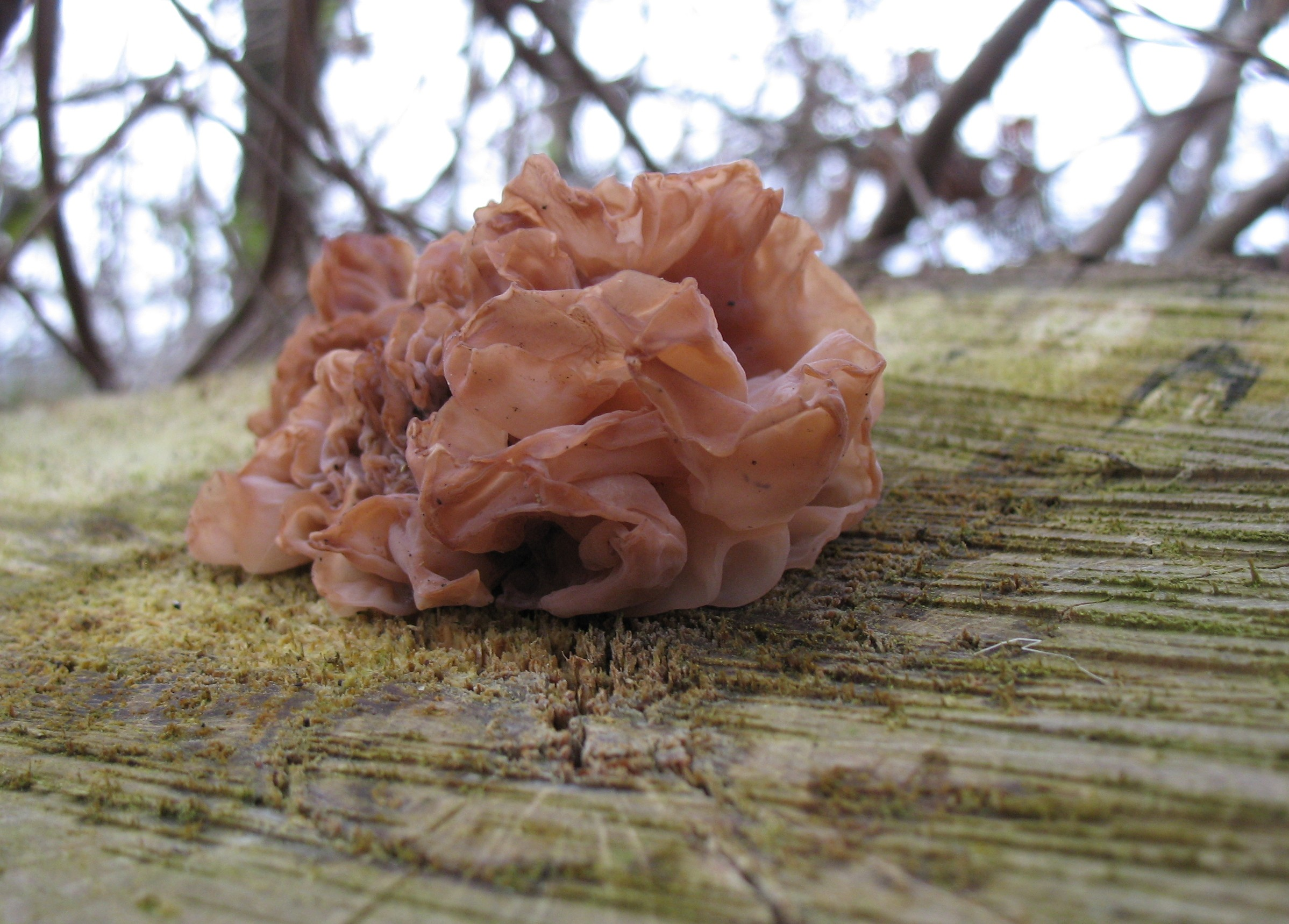
Tremella foliacea
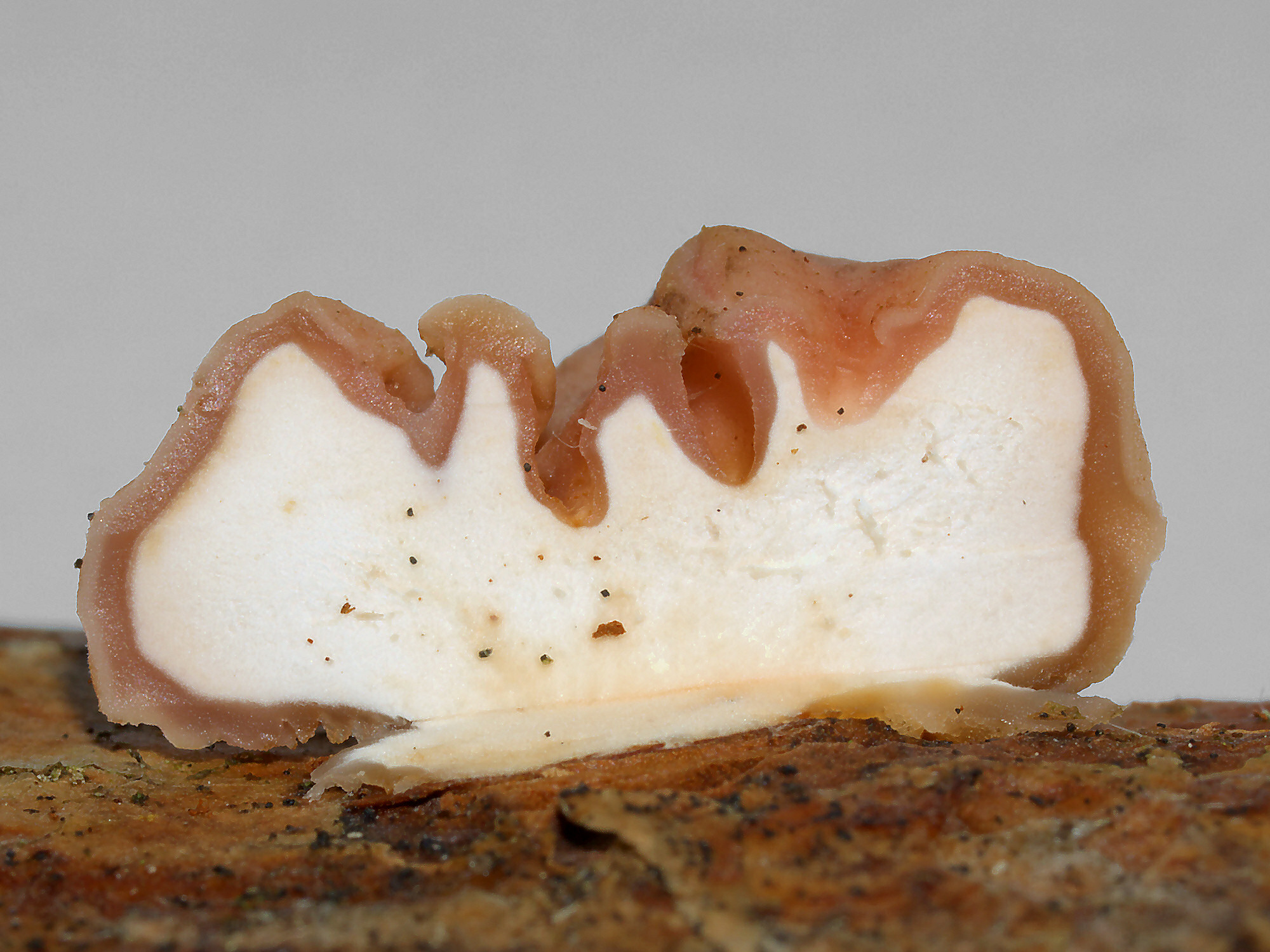
Tremella encephala, що паразитує на Stereum sanguinolentum